# Satchelliella gracilis
Satchelliella gracilis är en tvåvingeart som först beskrevs av Eaton 1893.  Satchelliella gracilis ingår i släktet Satchelliella och familjen fjärilsmyggor. Inga underarter finns listade i Catalogue of Life.